# タマラ・ドゥーダ
タマラ・アナトリイヴナ・ドゥーダ (Tamara Anatoliyivna Duda; ウクライナ語: Тамара Анатоліївна Дуда; 1976年1月5日 - ) は、ウクライナではペンネームのタマラ・ホリカ・ゼルニャ (Tamara Horikha Zernya; ウクライナ語: Тамара Горіха Зерня) で知られているが、ウクライナの作家、翻訳家である。彼女は2014年からのロシア・ウクライナ戦争時にドンバスでの志願兵活動の記録を自身のフェイスブックにあげたことで最初に知られるようになり、その後に彼女は小説家となって、2019年のデビュー小説『娘』は2022年のシェフチェンコ・ウクライナ国家賞文学賞などを受賞した。

## 生い立ちと教育
ドゥーダは1975年にキーウで生まれた。父親はネドリハイリウ出身の医者で、母親はスームィ出身の数学教師だった。1992年、ドゥーダはウクライナ人文大学を卒業した。その後キーウ大学でジャーナリズムを学び、1998年に卒業した。2003年から2005年にかけてキーウ国際大学で学び、その後彼女は、主に経済分野の文章を英語からウクライナ語へ翻訳する翻訳家として仕事を始めた。

## 志願兵
2014年から2016年にかけて、ドゥーダは志願兵としてロシア・ウクライナ戦争開始後のドンバスの対テロ作戦地区に行った。榴散弾で目を負傷したウクライナ人を病院で見たことで、ドゥーダはアメリカ合衆国連邦政府などから戦術用眼鏡を購入し、それをウクライナ軍へ寄付した。前線にいる時からドゥーダはペンネームのタマラ・ホリカ・ゼルニャでフェイスブックに投稿を始め、膨大なフォロワーを獲得した。志願兵の間に彼女はスヴァエトスラフ・ボイコと出会い、後に結婚した。二人とも志願兵としての活動がキーウ市長に認められた。

## 作家活動
『娘』 (Daughter; ウクライナ語: Доця, 'dotsya')　はドゥーダのデビュー小説で、2019年にBilkaから出版された。舞台は2014年のロシア・ウクライナ戦争勃発時で、そこへ志願兵としてやってきたドネツィクの会社員ナタリアが主人公である。出版後に『娘』は英語、ラトビア語、リトアニア語、マケドニア語、そしてポーランド語に翻訳され、映画化の権利が買われた。『娘』はBBCウクライナ語版の年間図書賞に選ばれ、2022年にドゥーダはシェフチェンコ・ウクライナ国家賞をウクライナのゼレンスキー大統領から授与され、さらにリヴィウとチェルカースィの図書フォーラムでも表彰された。
ドゥーダの2冊目の小説『介入の原則』(Pryntsyp vtruchannya; 英語: "the principle of intervention") は2021年に出版された。物語は現代の設定で、主人公の数学教師スタニスラヴァの夫はロシア・ウクライナ戦争で戦死し、失踪した花嫁を探す友人を助けるためにチェルカースィ州の故郷へ帰るというものだった。小説はなんとスタニスラヴァがウラジーミル・プーチンの墓の上で踊る場面で終わっている。

## 私生活
ドゥーダは音楽家のスヴァエトスラフ・ボイコと結婚し、彼らには3人の子どもがいる。新型コロナ流行時に、ドゥーダ一家はキーウからスームィ州フルーヒウへ引っ越した。